# Coryphospingus
Coryphospingus is een geslacht van zangvogels uit de familie Thraupidae (tangaren).

## Soorten
Het geslacht kent de volgende soorten:
- Coryphospingus cucullatus  – Rode kroongors
- Coryphospingus pileatus  – Grijze kroongors